# Ultimate Collection (Shanice)
Ultimate Collection è l'unico album di raccolta della cantante statunitense Shanice, pubblicato il 16 novembre 1999.

## Tracce
1. Jesus Loves Me – 0:51
2. Keep Your Inner Child Alive (Interlude) – 1:24
3. I Love Your Smile – 4:19
4. (Baby Tell Me) Can You Dance – 4:49
5. No 1/2 Steppin' – 4:56
6. Do I Know You – 5:41
7. Just a Game – 4:32
8. The Way You Love Me – 4:14
9. Lovin' You – 3:57
10. I'm Cryin' – 5:03
11. Silent Prayer (feat. Johnny Gill) – 5:00
12. You Were The One – 5:20
13. You Didn't Think I'd Come Back This Hard – 3:39
14. Somewhere – 4:10
15. I Like – 4:49
16. I Wish – 5:56
17. Turn Down the Lights – 4:30
18. Never Changing Love – 4:16